# 新雪谷快車

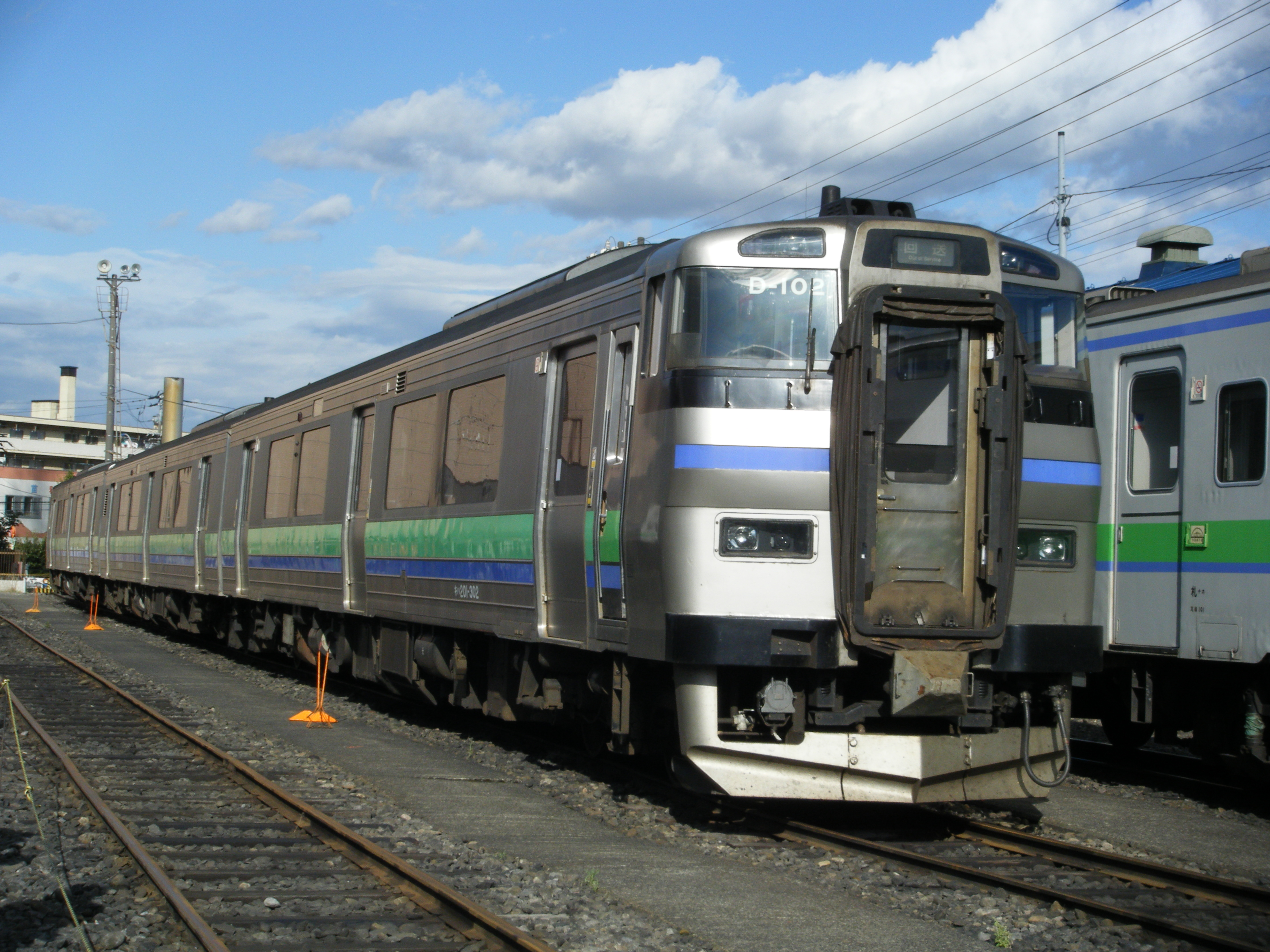
新雪谷快車所使用的JR北海道KiHa 201系柴聯車（攝於JR北海道北海道旅客鐵道苗穗工廠）

新雪谷快車（日语：ニセコライナー， Niseko Liner）是一列隸屬於北海道旅客鐵道（JR北海道），往返於蘭越、俱知安與札幌等站之間的函館本線快速列車。
除了快速列車等級的新雪谷快車外，過去每年冬季尚有一列往返於新雪谷與札幌（部分班次會延長行駛至新千歲機場）的臨時特急列車「新雪谷滑雪特快」（ニセコスキーエクスプレス， Niseko Ski Express），現已停止營運，也在本條目一併介紹。

## 新雪谷快車
新雪谷快車一天僅有往返各一個班次，早上是由蘭越發車駛往札幌（下行），傍晚時則是由札幌發車，但僅駛抵俱知安即結束（上行）。

### 歷史
新雪谷快車最早的傳承，可以回溯至行駛於函館與札幌之間的函館本線特急「北海」與「新雪谷」（ニセコ，原本屬準急列車等級，但後來升級為急行），北海在1986年時停駛，而新雪谷則降級成為夏季臨時列車，直到1993年夏季結束後停駛。
至於作為快速列車方面的傳承，則可以回溯到1988年啟用、行駛於以小樽～札幌路段為中心的函館本線上之快速列車「海洋快車」（マリンライナー）。該列車在2000年時停駛，而原本所負責的路線一分為二，其中札幌～江別之間路段由路線延長的「石狩快車」（いしかりライナー）接收，而往俱知安的列車則改名為「新雪谷快車」。

### 停車站與使用車輛
停車站
蘭越 – （每站皆停） –  俱知安 – （每站皆停） –  小樽 –  南小樽 –  小樽築港 –  手稻 –  琴似 –  札幌
包含蘭越與俱知安兩個發抵車站，新雪谷快車在蘭越至小樽築港之間路段，實際上是採與一般普通列車相同的每站皆停方式運行，僅在小樽築港與札幌之間採快速列車方式運行，只停靠幾個比較重要的車站。
使用車輛
- JR北海道KiHa 201系柴聯車

## 新雪谷滑雪特快

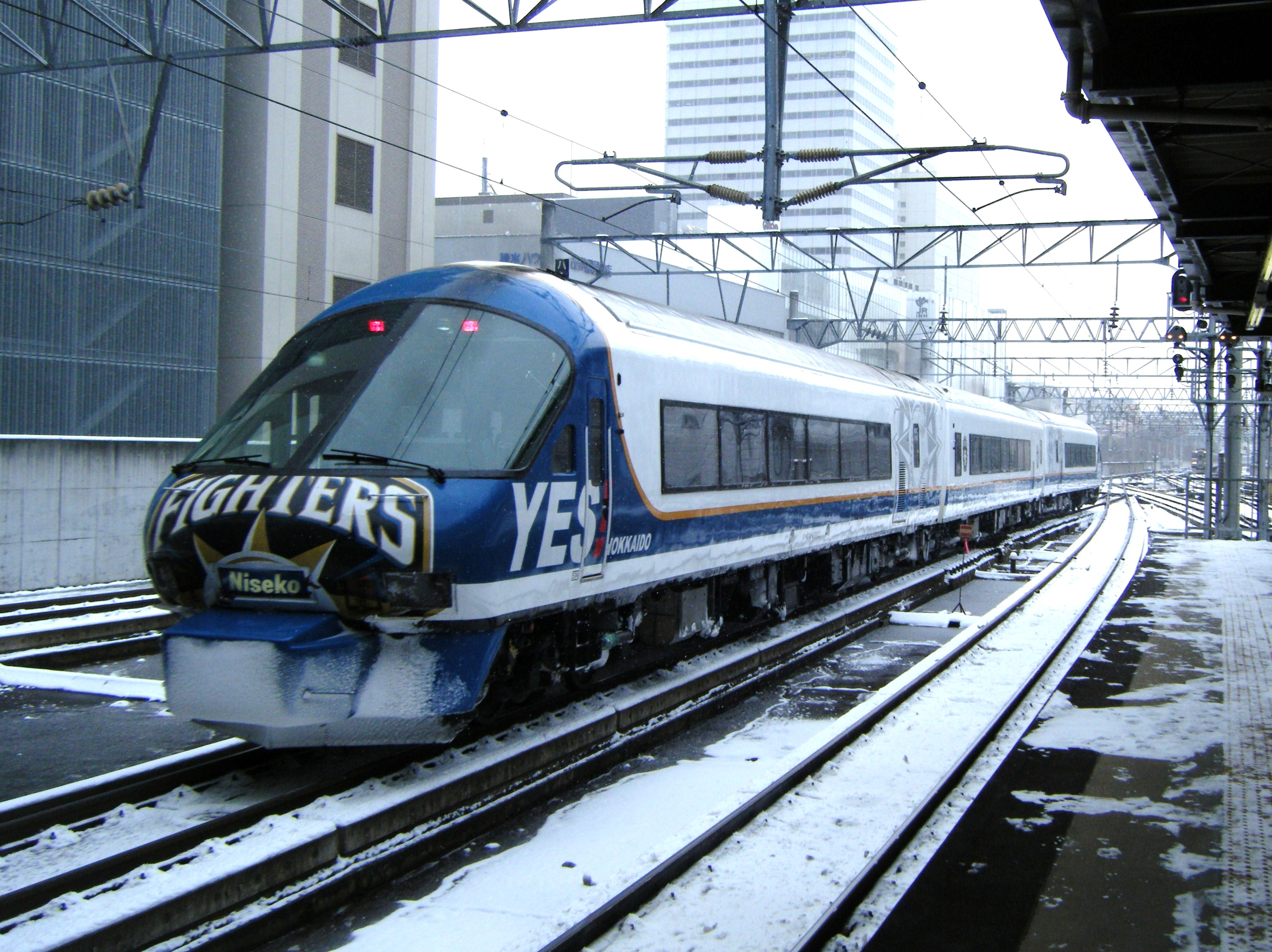
新雪谷滑雪特快（札幌車站）

為了服務滑雪的旅客，JR北海道在1988年12月時開辦往返於新雪谷與札幌（或新千歲機場）之間的臨時特急列車，啟用時原名「新雪谷特快」（ニセコエクスプレス，英文 Niseko Express），之後每年冬季皆有行駛，並改名為「新雪谷滑雪特快」（ニセコスキーエクスプレス，英文 Niseko Ski Express）以強調其服務用途。但由於列車保養困難，已於2017年停止營運，共行駛了29年。
停車站
新雪谷 –  俱知安 –  余市（部分列車不停靠）- 小樽 –  小樽築港 –  手稻 –  札幌
使用車輛
- Kiha183系5000番台（日语：国鉄キハ183系気動車）